# إيبوني بونز
إيبوني بونز (بالإنجليزية: Ebony Bones) هي مغنية وممثلة بريطانية، ولدت في 1982 في لندن في المملكة المتحدة.

## وصلات خارجية
- الموقع الرسمي
- إيبوني بونز على موقع IMDb (الإنجليزية)
- إيبوني بونز على موقع ميوزك برينز (الإنجليزية)
- إيبوني بونز على موقع ديسكوغز (الإنجليزية)
- إيبوني بونز على موقع قاعدة بيانات الفيلم (الإنجليزية)